# Madone de Stuppach
La Madone de Stuppach est un tableau marial de Matthias Grünewald, réalisé vers 1517-1519. Il est actuellement conservé dans une chapelle de l'église paroissiale de Stuppach, un village proche de Bad Mergentheim en Allemagne, et est tenu, après le Retable d'Issenheim, comme l'un des chefs-d'œuvre du peintre.

## Historique

### La commande

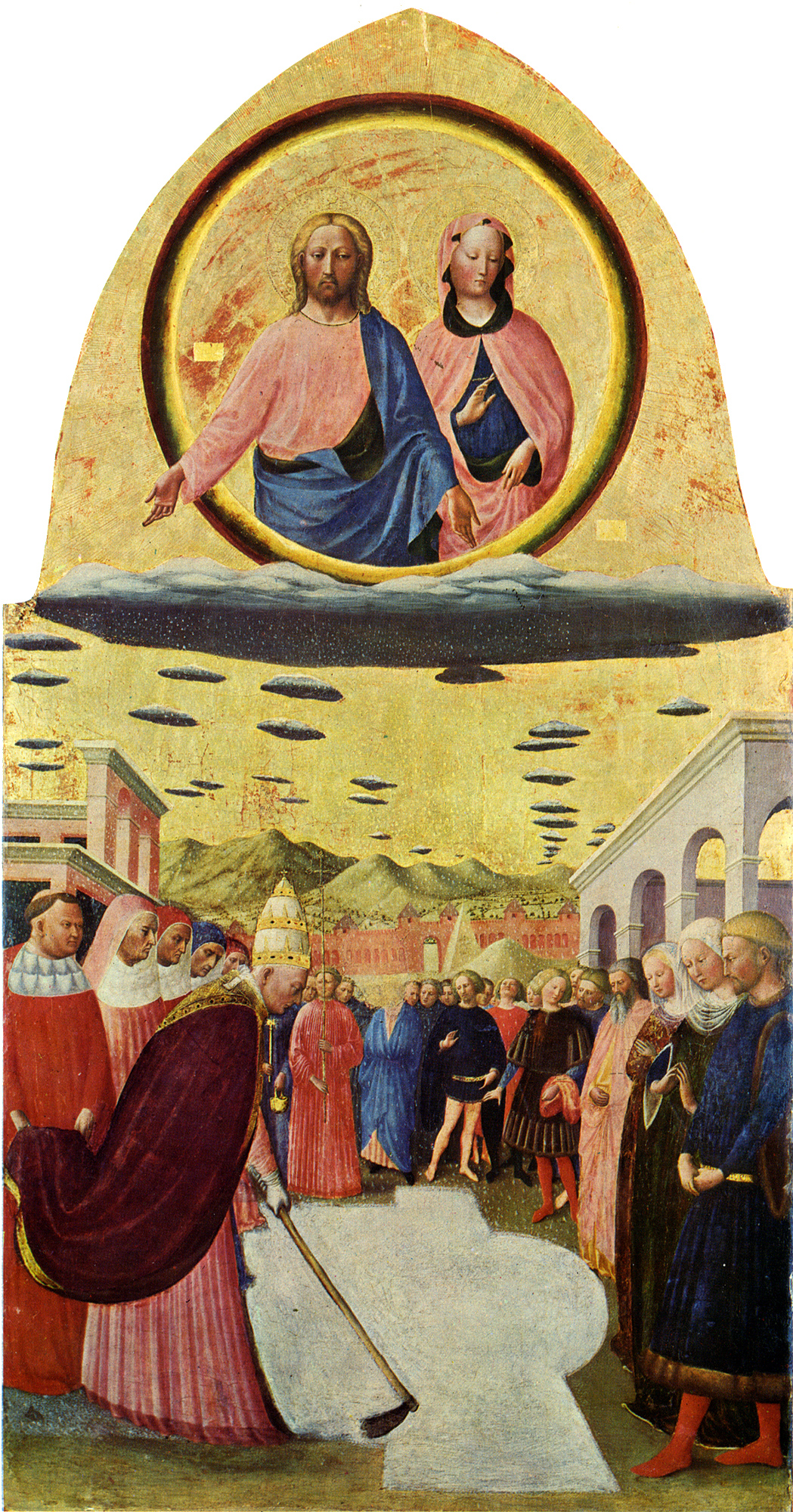
Masolino da Panicale, Fondation de la basilique Santa Maria Maggiore, 1er tiers du XVe siècle,, Naples, Galleria Nazionale di Capodimonte

L'hypothèse désormais retenue attribue la commande de la Madone de Stuppach au chanoine et curé de l'église d'Aschaffenbourg Heinrich Reitzmann, qui avait importé et popularisé en Allemagne le culte de la Vierge des neiges, découvert lors d'un séjour à Rome. D'après la légende, le pape Libère ainsi qu'un patricien auraient vu en songe, dans la même nuit du 4 août 352, Marie faire tomber en plein été de la neige sur l'Esquilin, pour désigner l'endroit où la basilique Santa Maria Maggiore de Rome devait être édifiée.
Heinrich Reitzmann convainc alors les frères Georg et Caspar Schantz, chanoines, de dédier à Notre-Dame-des-Neiges la chapelle qu'ils avaient érigée dans la collégiale Saint-Pierre et Saint-Alexandre d'Aschaffenbourg.

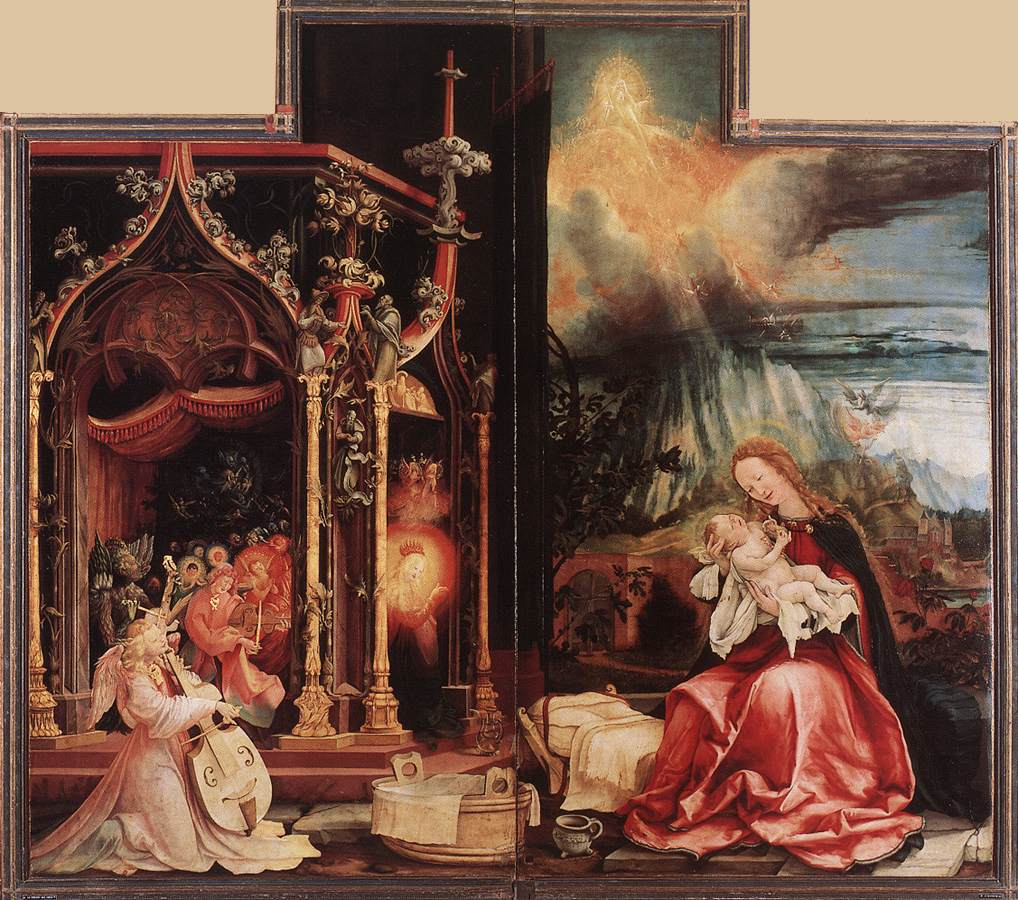
Le Concert des Anges et la Nativité du Retable d'Issenheim, vers 1610-1616, Colmar, Musée Unterlinden

D'environ 1510 jusqu'en 1516, Grünewald travaillait au Retable d'Issenheim dans un atelier alsacien, peut-être à Strasbourg : il aurait donc honoré cette nouvelle commande juste après avoir achevé le polyptyque, vers 1516. Ceci expliquerait, non seulement les très grandes similitudes entre la Madone et la Nativité d'Issenheim, mais aussi celles entre l'église figurée dans l'angle supérieur droit de l’œuvre et la façade du transept sud de la cathédrale de Strasbourg.
Dans la mesure où la chapelle des frères Schantz est consacrée le 12 novembre 1516 par le cardinal Albrecht de Brandebourg, il est généralement admis que la Madone ait été achevée à cette date.

### LaMadone, panneau central d'un triptyque dédié à Notre-Dame-des-Neiges

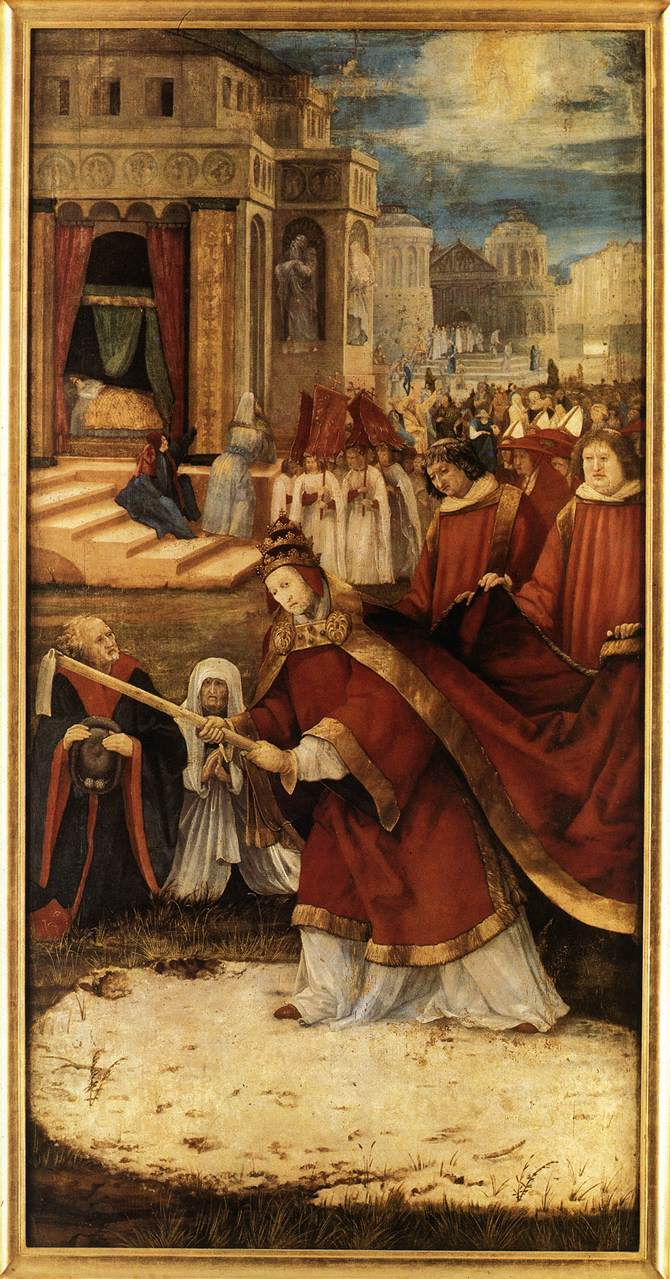
Le Miracle des neiges, volet droit du Triptyque de Marie-des-neiges, peinture sur sapin, musée des Augustins de Fribourg-en-Brisgau

D'autre part, trois testaments rédigés par Heinrich Reitzmann les 5 août des années 1513, 1514 et 1517 évoquent la commande d'un retable sur le sujet de Notre-Dame-des-Neiges pour orner cette chapelle. Le troisième évoque une provision de 25 florins réservée à « maître Mathis, peintre » pour effectuer un panneau célébrant le Miracle des Neiges dans un retable déjà conçu, destiné à la  nouvelle chapelle des frères Schantz. Il précise en outre que l'ensemble du matériel nécessaire à sa réalisation est prêt.
Il subsiste dans la collégiale d'Aschaffenbourg l'encadrement du compartiment central de ce retable, dont les mortaises fixées par des feuilles de fer attestent le fait que des volets y ont été fixés. Il mesure 310 cm de haut pour 225 cm de large, alors que le socle a une profondeur de 26 cm. Ce socle porte le nom des donateurs Heinrich Reitzmann et Caspar Schantz, le monogramme de Grünewald — les initiales « G. M. » avec un « N » plus petit au-dessus —, et la date de 1519, considérée comme celle de l'achèvement du triptyque. La lunette du fronton dédie quant à elle explicitement le retable à Notre-Dame-des-Neiges.
Il a été supposé que la Madone de Stuppach figurait au centre de ce triptyque, alors que le Miracle des neiges (actuellement conservé au musée des Augustins de Fribourg-en-Brisgau), en constituait le volet droit. La position de ce volet est en effet corroborée par la peinture ajoutée postérieurement sur son revers, peut-être par un élève de Grünewald, et qui représente la moitié droite d'une Adoration des mages. La nature exacte de la scène représentée sur le panneau de gauche, désormais perdu, n'a pu donner lieu jusqu'à présent qu'à de très fragiles conjectures.
La Vierge à l'Enfant et le Miracle des neiges ont donc été très certainement effectués par le même « maître Mathis », mais sur un intervalle d'environ deux ans, et selon deux commandes distinctes, ce qui justifierait les écarts esthétiques ou théologiques notables entre les deux réalisations.
Malgré les travaux d'Hanns Hubach publiés en 1996, qui ont très largement contribué à clarifier la genèse de la Madone de Stuppach, certains historiens d'art continuent de mettre en doute son appartenance au retable de la chapelle de Notre-Dame-des-Neiges, dit aussi Triptyque d'Aschaffenbourg, et la considère comme une œuvre autonome.

### Démembrement du retable, et trajet de laMadonevers Stuppach
Le fait que la face extérieure du Miracle des neiges ait reçu, vers 1530, une Adoration des Mages suppose que les volets du triptyque, d'abord fixes, sont devenus par la suite mobiles. Le panneau central est remplacé au cours du XVIIe siècle par une autre Adoration des mages, d'Isaac Kiening. Les panneaux sont donc démembrés, et le trajet exact de la Vierge à l'Enfant tombe dans l'oubli.
Ce dernier n'est redécouvert qu'en 1809, lors de la dissolution de l'Ordre des Chevaliers Teutoniques, dans la chapelle du château de Mergentheim. En 1812, il est acheté par le curé Balthasar Blumhofer pour son église de Stuppach, mais attribué à Pierre-Paul Rubens, notamment en raison de ses coloris éclatants. Il est actuellement toujours conservé dans cette église.

### Attribution
Son attribution à Grünewald est le fait du peintre d'Ulm Friedrich Dirr, qui restaure le tableau en 1881. Celle-ci ne réjouit d'ailleurs pas particulièrement les habitants de Stuppach, pour qui le nom de « Rubens » était bien plus flatteur que celui de « Grünewald », alors juste redécouvert, et connu seulement de quelques initiés. Elle n'est pas totalement confirmée par l'un des tout premiers spécialistes du maître, Heinrich Alfred Schmid, qui se déplace en 1897 à Stuppach et y découvre une Madone lourdement repeinte.
Il faut attendre la restauration de 1907 par le peintre de Francfort Ettle, et surtout, l'année suivante, celle de Konrad Lange (de), fondateur de l'Institut d'Histoire de l'art de Tübingen et directeur de la Stuttgarter Gemäldegalerie, pour que le nom de Matthias Grünewald s’impose définitivement. L'historique du tableau est alors globalement reconstitué par Schmid en 1911.

### Restaurations successives
Au cours du XIXe siècle, le panneau connaît plusieurs restaurations, la première en 1833. En 1854, l'église de Stuppach est rénovée en style néogothique : le nouveau cadre sculpté pour accueillir la Madone s'avère trop étroit, et le panneau doit être rogné sur chacun de ses côtés. En 1907, le tableau est à nouveau restauré à l'occasion du jubilé des cent ans de l'église de Stuppach. L'état du tableau au début du XXe siècle fait alors tenir à l'historien d'art Wilhelm Fraenger des propos très durs :

« Il est arrivé à ce tableau qu'un peintre-paysan a restauré à sa façon les parties endommagées. Ainsi, la méchante brosse de ce « maître es bâtiments » a barbouillé l'ensemble du ciel, et a défiguré la ronde des Anges dans le halo de Dieu jusqu'à la rendre méconnaissable. En outre, le visage de la Madone, ainsi que la tête et le corps délicat de l'Enfant-Jésus ont été recouverts d'une épaisse croûte de couleurs ; enfin est également imputable au sabotage de ce restaurateur la forme maladroite de l'arc-en-ciel. »

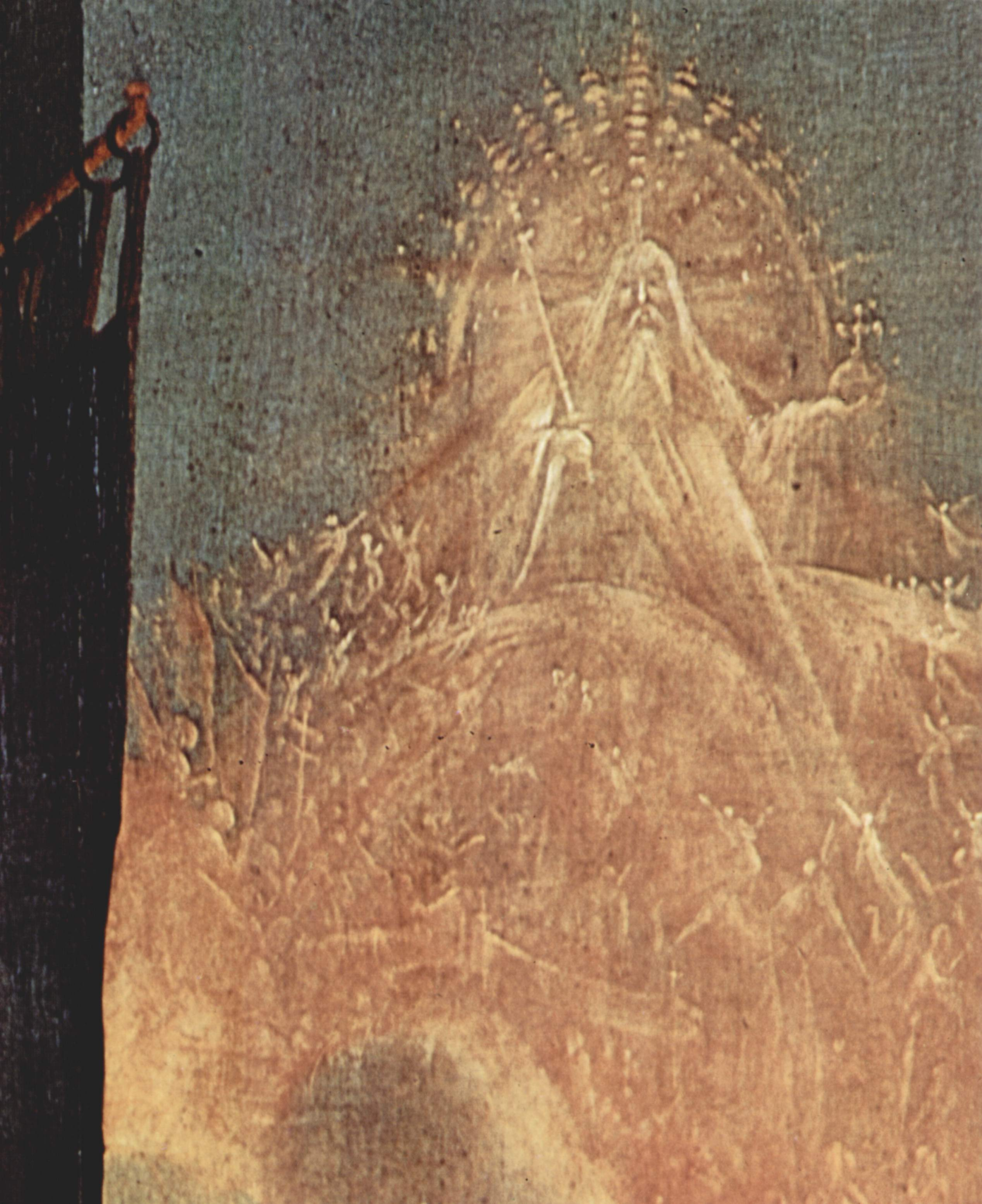
Détail de Dieu-le-Père dans la Nativité du Retable d'Issenheim

Entre 1926 et 1931, l'œuvre connaît de la part de Joseph von Tettenborn, de la Staatsgalerie de Stuttgart, une nouvelle restauration de très grande ampleur, et dont le résultat conditionne en grande partie son aspect actuel. Après l'élimination des repeints apparaît clairement l'état déplorable du tableau, et les outrages de cinq siècles de conservation chaotique. La Vierge notamment ne comporte quasiment plus aucune partie intacte ou qui n'ait été reprise. Si les retouches de Tettenborn ne sont pas toujours pertinentes —  la figure christique située dans les nuages, dans la partie supérieure gauche du tableau, a par exemple été remplacée par un Dieu-le-Père calqué sur celui de la Nativité du Retable d'Issenheim —, cette restauration a néanmoins donné lieu à une très importante documentation — plus de cinquante négatifs de grand format sur verre, mais aussi des reproductions en couleurs —, conservée dans les archives de la Stattgalerie de Stuttgart, aujourd'hui d'une valeur inestimable.
Dans les années 1980, un vernis a été appliqué sur la surface du tableau sans la concertation des services de conservation, ce qui lui a donné un éclat non-naturel, et a renforcé visuellement les aspérités de surface.
En 2012, ce vernis a été enlevé dans le cadre d'un inventaire et d'une restauration complète effectuée à l'Office de conservation du Bade-Wurtemberg à Esslingen. La question de savoir s'il fallait conserver ou non le Dieu-le-Père extrapolé par Tettenborn s'est notamment posée : la décision a été, par prudence, de le conserver, puisque le rétablissement d'une figure antérieure pouvait altérer encore plus le tableau qu'il ne l'était déjà.

### Conservation et expositions temporaires
En très mauvais état général, le panneau n'est fondamentalement pas transportable. Il a quitté l'église de Stuppach pour la première fois depuis 1931 entre 1998 et 1999, lors de la restauration de la chapelle où il est conservé. Il a à cette occasion été exposé à la Staatsgalerie de Stuttgart et au Musée diocésain de Rottenburg am Neckar.
Il a été également présenté lors de l'exposition « Splendeurs célestes : Raphaël, Dürer et Grünewald peignant la Vierge » (« Himmlischer Glanz. Raffael, Dürer und Grünewald malen die Madonna ») qui s'est tenue du 6 septembre 2011 au 8 janvier 2012 aux Musées du Vatican et à la Gemäldegalerie Alte Meister du Zwinger de Dresde. Au regard de l'état du tableau, qualifié de « ruine » par le président de l'Association des restaurateurs Volker Schaible, ce prêt a suscité la controverse. La Madone a réintégré l'église de Stuppach en novembre 2012.

## Données techniques
La Madone de Stuppach a été peinte sur sept planches de sapin, recouvertes pour l'essentiel d'une toile très fine enduite d'un mélange de colle et de craie. Sur une sous-couche de céruse, l'esquisse préparatoire a été effectuée à la sanguine.
Contrairement à ce qui était généralement admis auparavant, et qui considérait le tableau à la tempera, les analyses effectuées en 2012 lors de la dernière restauration du tableau ont révélé que la Madone de Stuppach avait été essentiellement réalisée à l'huile, en utilisant les pigments colorés traditionnels de l'époque — et présents dans les autres peintures de Grünewald — : blanc de céruse, jaune de plomb-étain, rouge vermillon, bleu d'azurite, vert de cuivre, ocres jaune et rouge et d'autres oxydes rouges et verts.
Les dimensions exactes du tableau originel constituent un point de controverse, qui a parfois été pris comme argument pour mettre en doute, voire réfuter l'idée selon laquelle la Madone de Stuppach constituait le panneau central du triptyque dédié à Notre-Dame-des-Neiges. En effet, ses dimensions sont actuellement de 186 × 150 cm, ce qui ne correspond pas à celles du cadre censé le recevoir, ni à celles du Miracle des neiges (176 × 88,5 cm), considéré de façon sûre comme le volet droit du retable. L'historien d'art H. A. Schmid a donc le premier supposé que le tableau avait été rogné. Il a en effet remarqué que les bords étaient peints jusqu'aux extrémités, ce qui entre en contradiction avec l'idée d'un tableau destiné à recevoir un cadre épais, couvrant ses bords. Il a également décelé des traces de découpe à la scie en bas du panneau, et en a déduit que celui-ci avait été découpé lorsqu'il avait été inséré dans son nouveau  néo-gothique en 1854. Il en a par conséquent évalué les dimensions originelles à 186,5 × 153 cm, tout en supposant que les volets avaient dû recevoir un encadrement de 9,5 cm de large.

## Dessin préparatoire

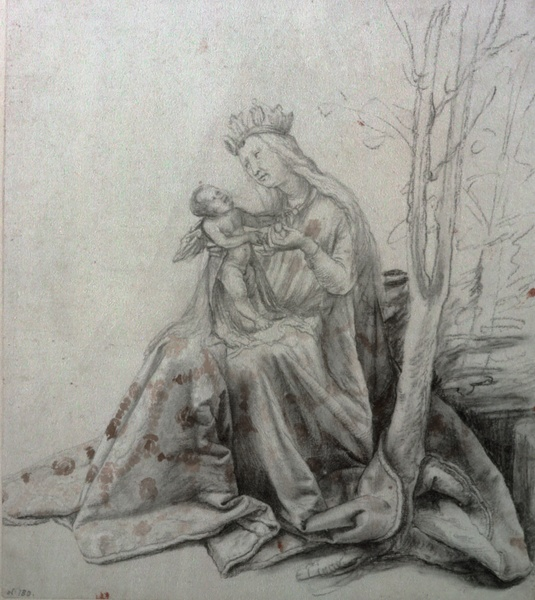
Étude pour la Vierge de Stuppach, vers 1516-1519,, fusain, aquarelle grise et gouache marron, Berlin, Staatliche Museum, Kupferstichkabinett

Un dessin de Grünewald représentant une Madone couronnée portant un Enfant ailé, conservé au Cabinet des estampes de Berlin, est généralement tenu pour être une esquisse préparatoire de la Madone de Stuppach. On y retrouve en effet la même composition pyramidale avec la Vierge assise, de trois-quarts gauche, tenant l'Enfant Jésus debout sur ses genoux, et lui présentant un fruit du bout des doigts de la main gauche. Le manteau qui tombe à terre s'enroule également à droite autour d'un arbre tordu dont la forme souligne la silhouette du couple sacré.
Plusieurs détails diffèrent cependant : la Vierge porte par exemple une couronne qui la désigne déjà explicitement comme la Reine des Cieux, et son manteau comporte des motifs en forme de grenades ajoutés à la gouache brune, qui ont disparu dans le tableau définitif.

## Composition
L'espace figuré sur le panneau s'organise selon quatre plans successifs. Le premier, qui occupe le quart inférieur de la composition, est délimité par le banc de pierre sur lequel est assise la Vierge à l'Enfant. Derrière ce banc s'étend, à gauche de la Vierge, une prairie qui se termine, au niveau de la moitié du tableau, par une clôture. Puis vient l'espace des hommes : à gauche est figuré un bourg derrière lequel se trouve un arrière-plan bouché par des montagnes, à droite une église qui occupe le quart supérieur de la composition. Enfin est représenté le ciel où apparaît, dans l'angle supérieur gauche, Dieu-le-Père entouré d'un cortège d'anges.
La composition obéit à une structure pyramidale simple qui met en valeur le sujet principal au premier plan. La Vierge à l'Enfant drapée dans un lourd manteau tombant au sol s'inscrit dans un triangle dont l'angle supérieur coïncide avec son visage, qui constitue le centre optique du tableau. Ce visage est par ailleurs le centre de l'arc-de-cercle que dessine l'arc-en-ciel qui le surplombe. Au milieu géométrique exact de l’œuvre se situent les mains de la Vierge, dont la blancheur se détache par contraste sur les vêtements colorés. L'arbre à droite suit en outre une ligne sinueuse qui souligne les contours du corps de la Vierge, et les prolonge vers le haut.
Les deux diagonales organisent également la composition. Une première oblique partant de la ligne du manteau au sol dans l'angle inférieur gauche pour aller vers le toit de l'église dans l'angle supérieur droit divise le tableau en deux parties, et passe très clairement par la ligne des regards échangés entre la Vierge et l'Enfant. La partie droite, sur laquelle se trouvent la Vierge puis l'église, est plus sombre et chargée. La partie gauche qui mène aux cieux en passant par la prairie, le bourg et la montagne, paraît en revanche plus brillante et éthérée. Une seconde oblique, moins marquée, court du bas à droite vers le haut à gauche, du manteau à terre vers le halo divin en passant par les cheveux de la Vierge.

## Description

### Le premier plan: la Vierge à l'Enfant
Avec un grand souci du détail réaliste, le tableau représente Marie assise, de trois-quarts vers la gauche du cadre, sur un banc de pierre, dans un jardin. Le banc de pierre délimite l'espace du premier plan, qui occupe le quart inférieur de la composition : il est coupé à droite par le cadre, et forme un angle à gauche.

#### Le Vierge

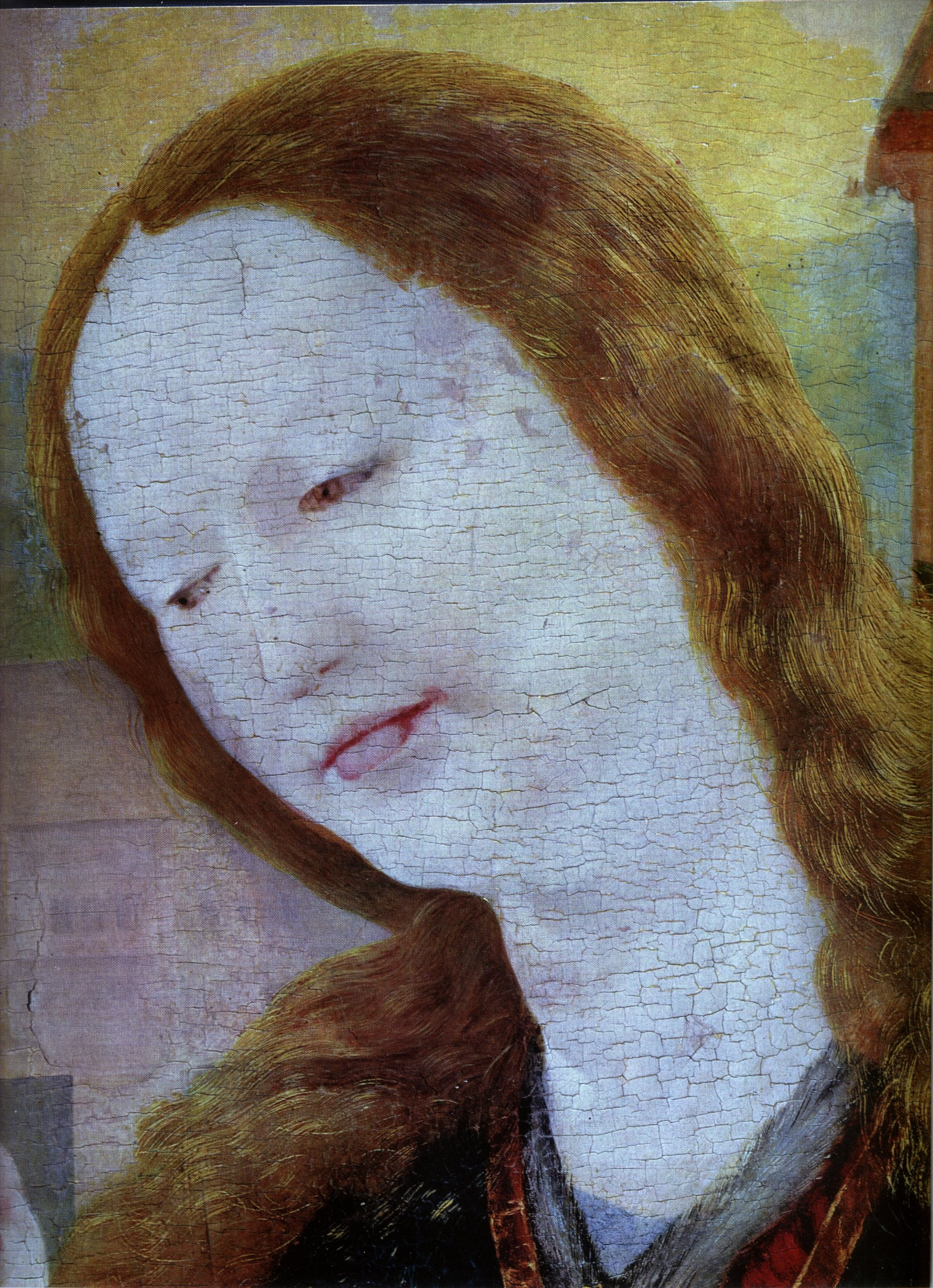
Détail du visage de la Vierge

La Vierge, nu-tête, a des cheveux longs, blonds et ondulés, qui lui tombent dans le dos et sur l'épaule gauche. Contrairement au dessin de Berlin considéré comme une étude préparatoire, elle ne porte pas de couronne, mais un arc-en-ciel vient figurer l'auréole sainte, et sa tête se détache sur l'horizon baigné à cet endroit d'un halo jaune. Elle est vêtue d'une riche robe de brocart carmin doublée de fourrure blanche, fixée par un fermail d'or au col, et qui s'étale en cascades à terre. Par-dessus cette robe, elle porte le traditionnel manteau bleu terminé par un ruban doré, à la doublure violacée, et dont les deux pans sont joints sur sa poitrine.
Sa tête, d'un rose très pâle, est légèrement inclinée vers l'Enfant qui se tient debout sur ses genoux, sur un drap bleu qui se confond avec son manteau. Un léger voile transparent court de sa main droite à ses genoux, sur lesquels il est maintenu par le pied droit de l'Enfant. Elle regarde celui-ci avec une douceur toute maternelle. Elle le maintient de la main droite, les doigts écartés, alors qu'elle lui tend un fruit, une figue ou une grenade,, qu'elle tient délicatement entre le pouce, l'index et le majeur de la main gauche. Son annulaire est orné d'une bague.

#### L'Enfant

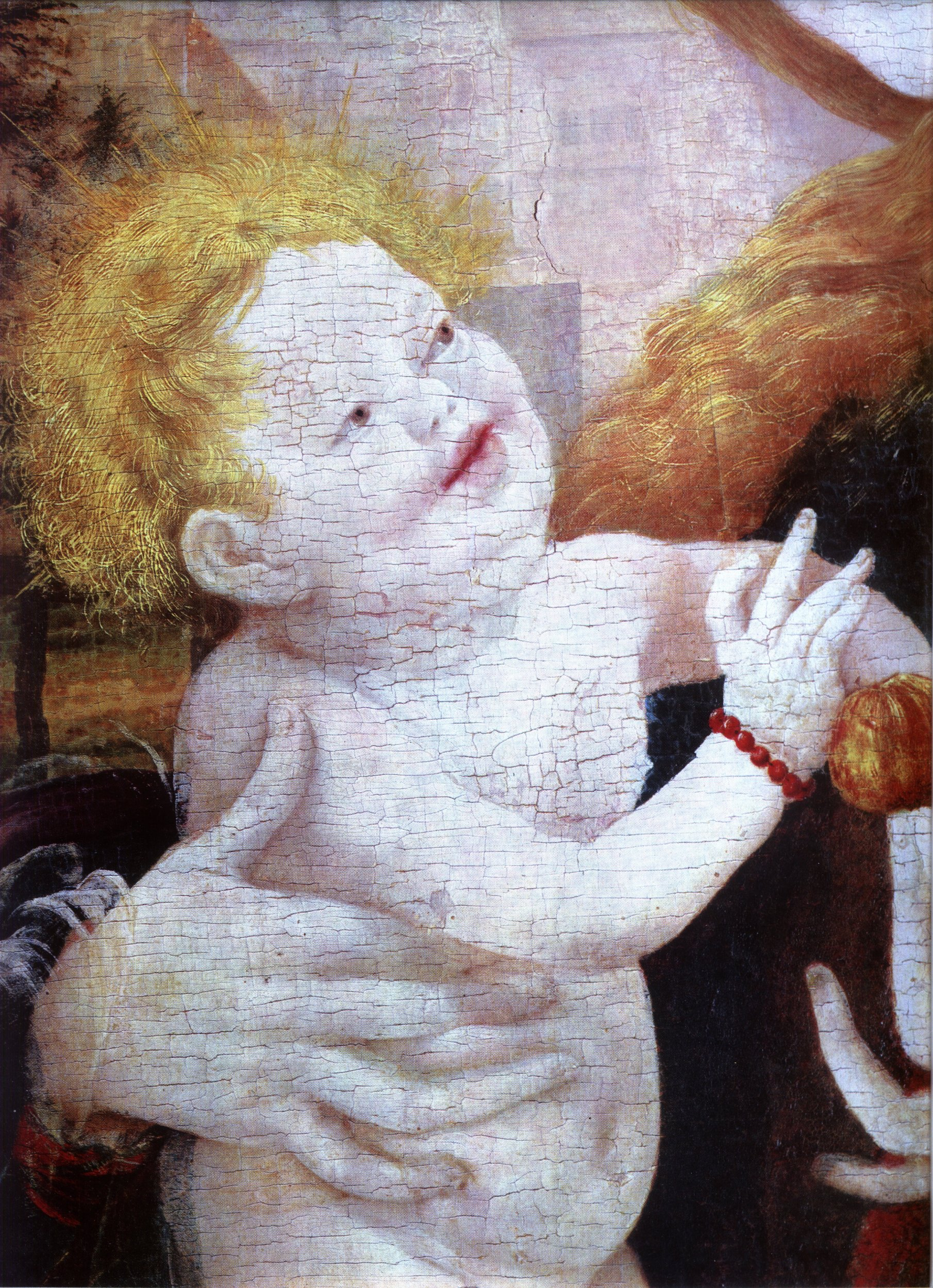
Détail de l'Enfant Jésus

L’Enfant, un poupon potelé aux cheveux blonds vaporeux, est entièrement nu. Le visage illuminé d'un sourire, il penche la tête vers le haut pour regarder Marie. Il tend sa main droite, dont le poignet est orné d'un bracelet de perles rouges, vraisemblablement de corail, vers le fruit qu'il s'apprête à prendre, même si l'auriculaire et l'annulaire pointent vers la droite du cadre. L'index de sa main gauche pointe également vers la droite pour désigner soit l'arrière-plan, soit l'arbre à côté de Marie.

#### Les végétaux
Sur le banc de pierre à droite se trouve un pot planté d'une coquelourde rose, en partie coupée par le cadre. À droite de Marie, devant le banc, est planté dans le sol un arbre s'élevant jusqu'en haut du cadre, qui coupe sa cime. Ses feuilles et les fruits qu'il porte — juste derrière la nuque de la Vierge — sont ceux d'un olivier. Il semble être en même temps en fleurs. Son tronc, autour duquel s'enroulent la robe et le manteau, se divise à sa base en plusieurs branches aux formes tortueuses.
Devant le tronc, juste au-dessus du bord inférieur du cadre, un pot à anse contient des fleurs. On y reconnaît trois grandes tiges de lys blancs — une à gauche, deux à droite, l'une devant l'autre —, en fleurs et en boutons. À gauche se trouvent des roses — trois largement épanouies, certaines encore en boutons, une, la plus à gauche, fanée, sans aucun pétales. À droite, les fleurs aux pétales jaunes ont été identifiées comme une variété de camomille. Enfin, une autre tige s'étend vers la droite, et figure, soit un sabot de Vénus, soit, plus vraisemblablement, un iris, en dépit de sa couleur verdâtre : le sabot de Vénus n'apparaît en effet dans aucun ouvrage allemand de référence sur les plantes contemporain de Grünewald.

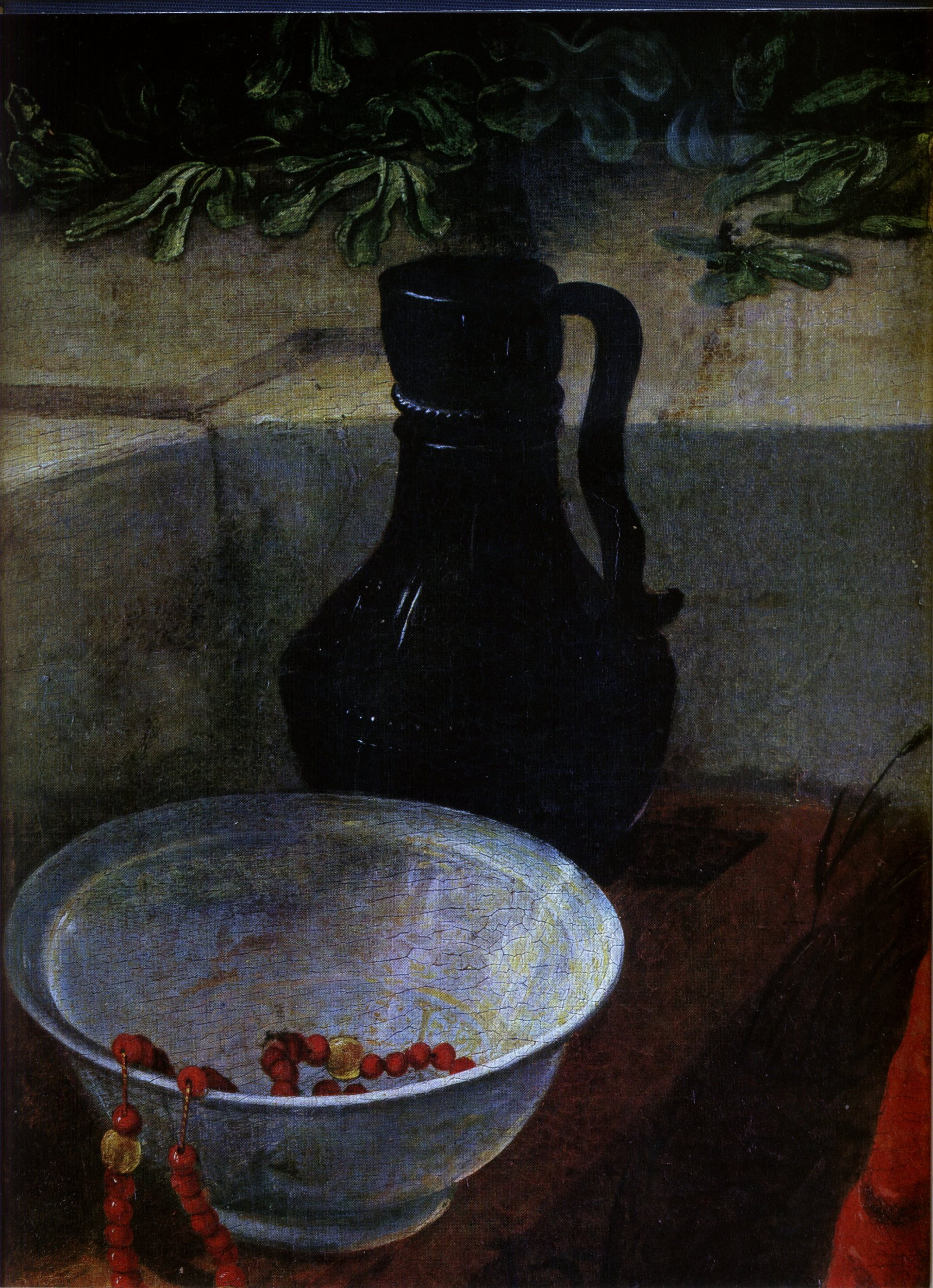
Détail du bol et de la cruche à gauche

Le jardin devant le banc présente d'autres plantes plus difficilement identifiables — par exemple, dans l'angle inférieur gauche du cadre, ce qui pourrait être des bleuets ou des œillets. Dans l'angle gauche du banc de pierre sont également disposés, sur une planchette, une cruche noire à couvercle et à anse, et, devant celle-ci, un bol de porcelaine blanche sur le rebord duquel pend un rosaire de perles de corail rouge et d'ambre.

### La prairie derrière la Vierge
Une fine rambarde de bois passe derrière le banc de pierre, à hauteur de la poitrine de la Vierge ; elle est coupée à droite par le cadre et se termine à gauche par un coude, juste dans le dos de l'Enfant. Une clôture plus basse et plus massive à gauche, peut-être un espalier pour le figuier, évoque, avec un rondin planté dans la terre et une planche horizontale, la forme d'une croix. Autour de cette rambarde et de cette clôture s'enlacent, à gauche comme à droite, des branches de figuiers, reconnaissables à la forme de leurs feuilles dont certaines s'étalent sur le banc à gauche, et qui portent des fruits.
Au second plan à gauche s'étend une prairie délimitée au fond par une barrière de bois, devant laquelle se trouvent cinq ruches. À droite des ruches s'élève un arbre dont la forme tortueuse rappelle celle de l'olivier planté dans le jardin du premier plan. Juste derrière les ruches se dresse l'encadrement d'une porte à l'intérieur duquel se trouvent de nouveau deux planches en forme de croix.

### Le paysage urbain: l'église gothique et le bourg

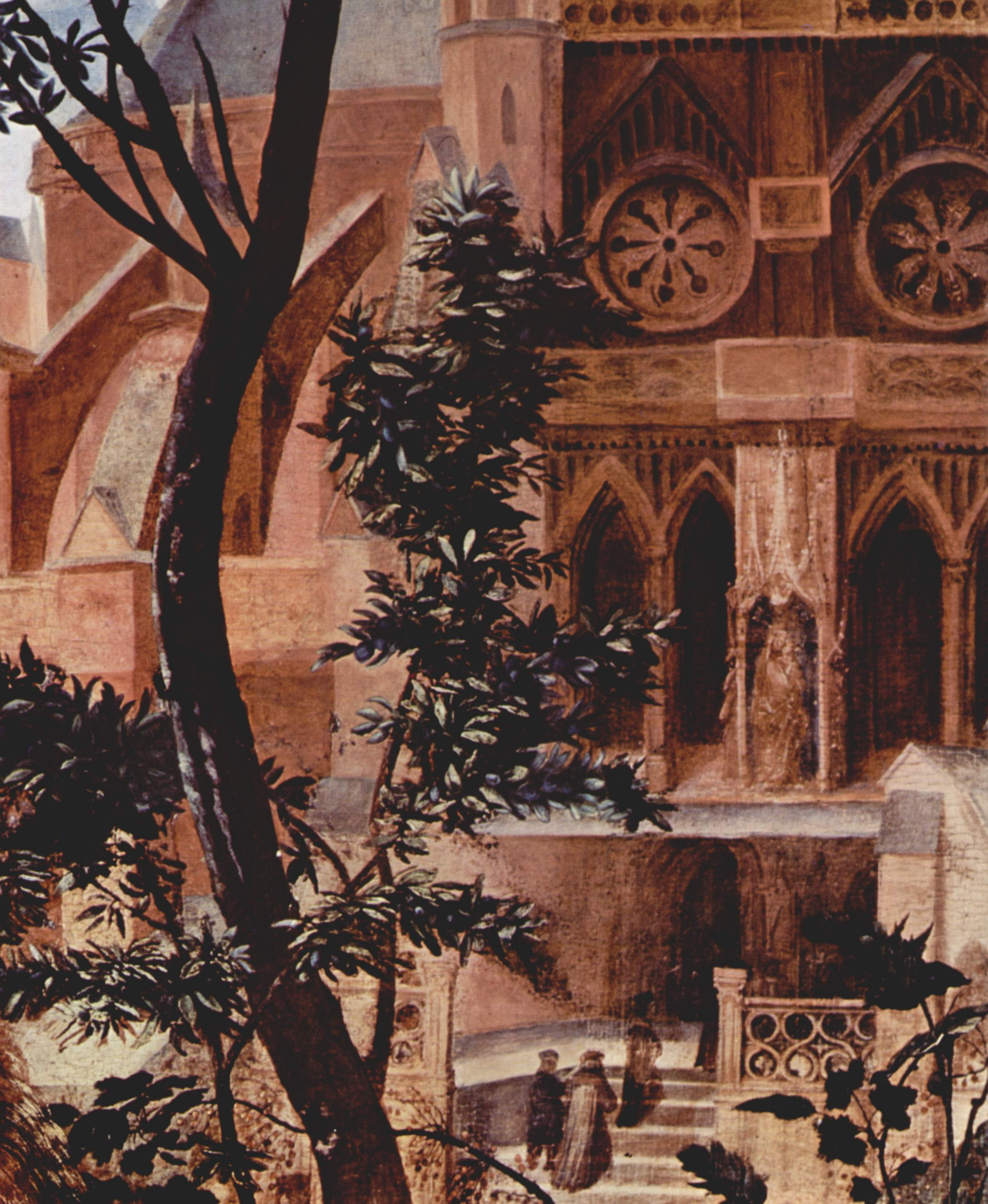
Détail de la Madone de Stuppach : la cathédrale peinte à l'arrière-plan

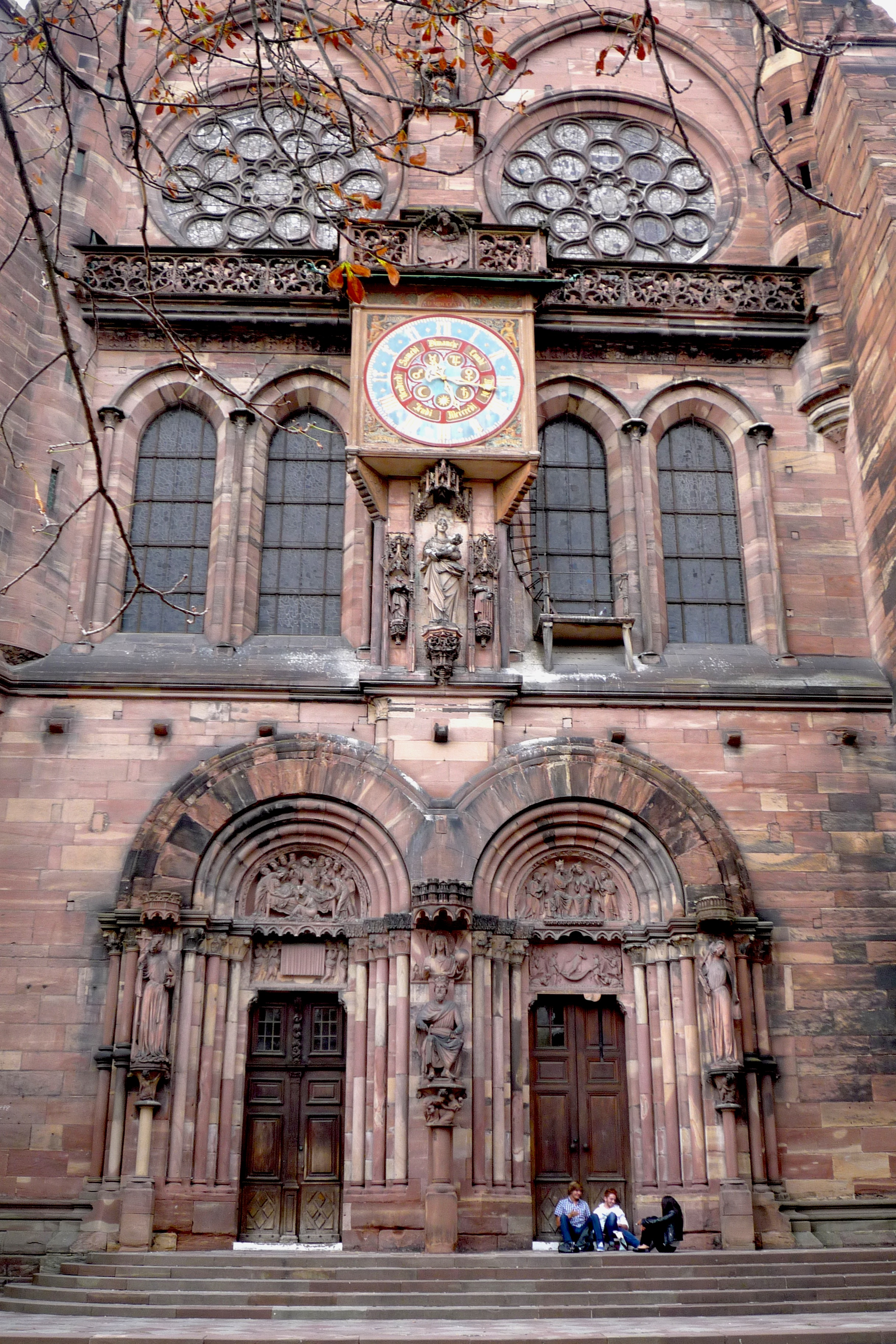

Dans la moitié supérieure du tableau est représenté le monde des hommes : à gauche l'architecture profane d'une ville, à droite celle sacrée d'une église.
Le chevet d'une église gothique rose est coupé par le cadre à droite : sont figurés le chœur soutenu par des arcs-boutants, et la façade d'un transept de face. Un escalier mène aux deux portails en plein cintre de cette façade. Entre ces deux portails, une statue, à peine visible, représente le Jugement de Salomon. Au premier étage, quatre hautes ouvertures en croisée d'ogives, deux de chaque côté, encadrent une niche surmontée d'un dais logeant une statue de la Vierge. Au-dessus de ces ouvertures, des rangées de lancettes s'élèvent jusqu'à la galerie du deuxième étage. Le mur de cet étage présente deux roses surmontées chacune d'un fronton triangulaire, orné également de lancettes. La façade se termine par un pignon triangulaire orné de deux paires d'ouvertures ogivales, qui coïncide avec le bord supérieur du tableau. L'ensemble des éléments s'organise symétriquement autour d'une croix figurée, pour la ligne horizontale, par la galerie du deuxième étage, et pour la verticale, par la niche du premier étage qui se prolonge visuellement sur l'étage supérieur.
La référence la plus souvent convoquée comme source d'inspiration de Grünewald pour cette façade est le transept sud de la cathédrale de Strasbourg — transformé en bras nord. On y reconnaît en effet la couleur rose du grès des Vosges, ainsi qu'une ordonnance similaire des différents éléments : double portail en cintre, auvent (aujourd'hui disparu, mais visible sur une gravure de 1654) et pignon. Plusieurs détails diffèrent cependant, comme les fenêtres ogivales au premier étage du tableau, mais en plein cintre à Strasbourg, la présence de lancettes, au premier étage et au-dessus des roses dans les frontons triangulaires, absentes dans la cathédrale de Strasbourg, ou encore les roses elles-mêmes, dont le remplage évoque, chez Grünewald, les roues des armoiries de Mayence. Grünewald a peut-être également repris certains détails de la cathédrale d'Aschaffenbourg, mais il semble avoir surtout évité les références romanes trop marquées pour composer un modèle idéalisé d'architecture germanique.
Quatre personnages, représentés de dos, montent les marches de l'église, tandis qu'un cinquième longe l'édifice et se dirige vers le bourg à gauche, en portant un panier sur sa tête.
Cet espace urbain, parfois identifié comme Seligenstadt, Aschaffenbourg, voire comme un quartier de Strasbourg, sans qu'aucune identification ne soit cependant totalement satisfaisante ni convaincante, évoque surtout l'architecture civile typique de la Franconie du Main. On distingue notamment une maison à colombages coupée par le cadre à gauche. Vers le centre du tableau, à l'intérieur de l'arc-en-ciel, les couleurs se diluent dans des tons rosâtres plus clairs qui semblent effacer les lignes de contours.

### L'arrière-plan et le ciel
Derrière le bourg, l'arrière-plan figure un paysage montagneux dont les couleurs vont en s'éclaircissant, du vert sombre d'une forêt au bleu, puis au blanc des montagnes, qui tombent à droite dans une étendue d'eau, derrière la tête de la Vierge.
Le ciel occupe essentiellement le quart supérieur de la composition — l'autre quart étant en partie bouché par l'église. Il prend l'aspect vaporeux de nuages bleus et blancs, tandis que, dans l'angle supérieur gauche, se trouve Dieu le Père dans un halo jaune entouré de nuages rosés, accompagné, à droite comme à gauche, de deux rangées d'anges. Il tient dans la main gauche un orbe royal, et dans l'autre un sceptre terminé d'une croix, qui désigne l'église à droite, et plus particulièrement la statue de la Vierge de la façade de l'église. Deux anges descendent du ciel en portant une couronne, et se dirigent vers la Vierge.
Il a été montré que Grünewald avait représenté, non pas Dieu le Père, comme sur la Nativité du Retable d'Issenheim, mais un Christ en gloire. La modification date de la restauration effectuée par Joseph von Tettenborn entre 1926 et 1931, et a été conservée en raison du mauvais état général de l’œuvre, même si cela en altère notablement la signification.

## Interprétation
Hormis la présence surnaturelle des anges et du halo christique dans le ciel, le tableau combine des éléments représentés avec un grand souci du détail naturaliste. L'interprétation symbolique ou allégorique est donc dépendante des sources iconographiques convoquées parmi les historiens d'art, même si certaines constantes se dégagent.

### Un tableau marial
Si l’œuvre offre au premier regard du spectateur une « Vierge allemande, familière et maternelle », sa destination comme tableau d'autel d'une chapelle dédiée à Notre-Dame des Neiges en fait un support de méditation pour le fidèle sur la nature de Vierge.

#### La Vierge au jardin clos et la célébration de la virginité de la Vierge

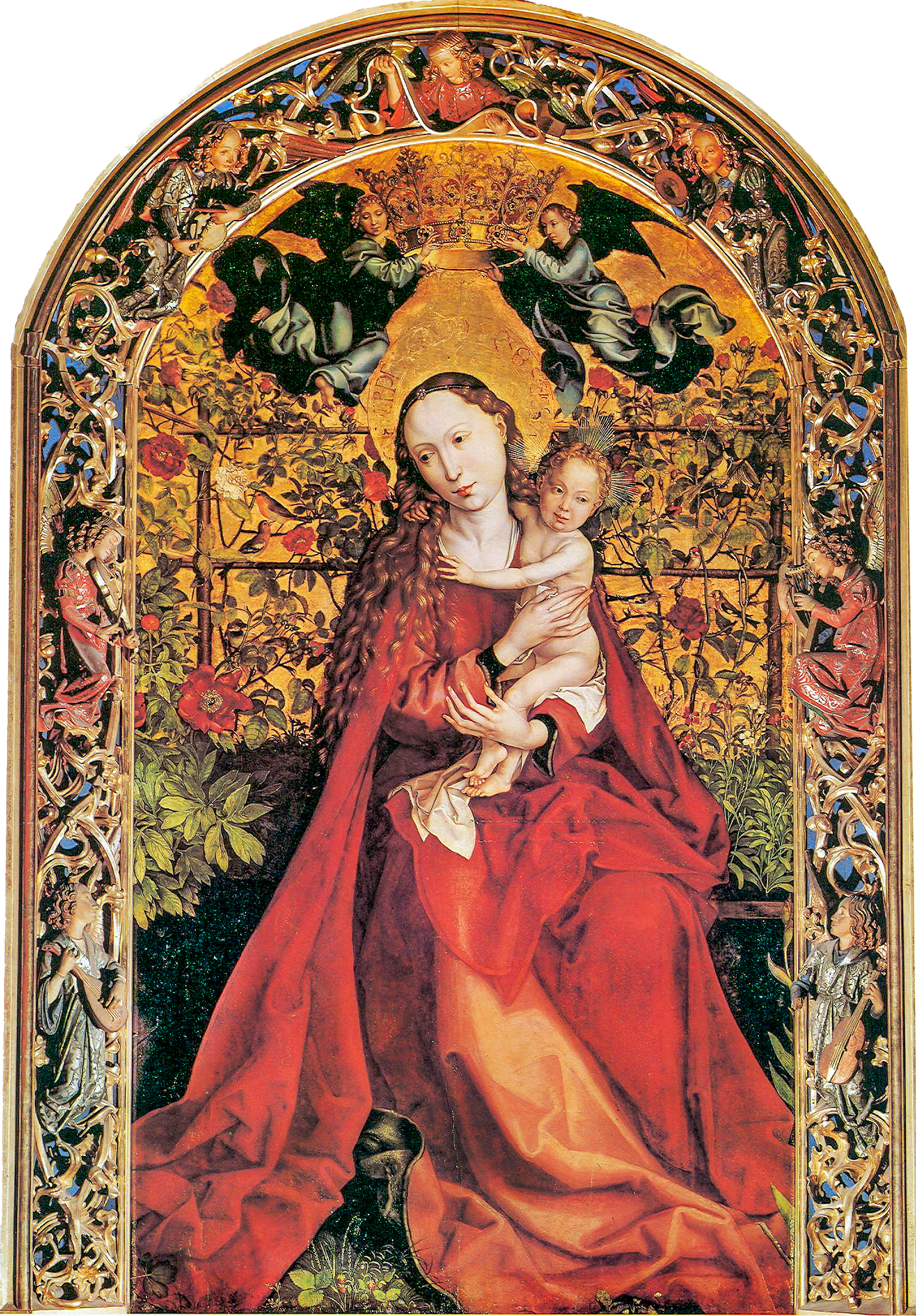
Martin Schongauer, La Vierge au buisson de roses, 1473,, Colmar, Église des Dominicains

La Vierge de Stuppach s'inscrit dans la tradition, alors très populaire en Allemagne, des représentations de la Vierge au buisson de rose. Grünewald avait pu  admirer, et s'inspirer tout particulièrement de la version que Martin Schongauer avait réalisée pour le couvent des Antonins à Issenheim.
Plusieurs motifs picturaux renvoient de façon symbolique à la virginité de la Vierge, au premier rang desquels se trouvent le « jardin clos » (hortus conclusus) et la « fontaine scellée » (fons signatus), qui trouvent leur origine dans le passage suivant du Cantique des cantiques :
Tu es un jardin fermé, ma sœur, ma fiancée,

une source fermée, une fontaine scellée.

Tes jets forment un jardin, où sont des grenadiers,

avec les fruits les plus excellents,

les troènes avec le nard ;

Le nard et le safran, le roseau aromatique et le cinnamome,

avec tous les arbres qui donnent l’encens ;

la myrrhe et l’aloès,

avec tous les principaux aromates.
La prairie du second plan à gauche, se terminant par une clôture de bois juste derrière les ruches, figurerait ainsi le « jardin clos », tandis que la « fontaine scellée » correspondrait, plus subtilement, à l'espace du premier plan délimité le banc de pierre, margelle d'un puits asséché.

#### Le symbolisme des plantes et les vertus protectrices de Marie

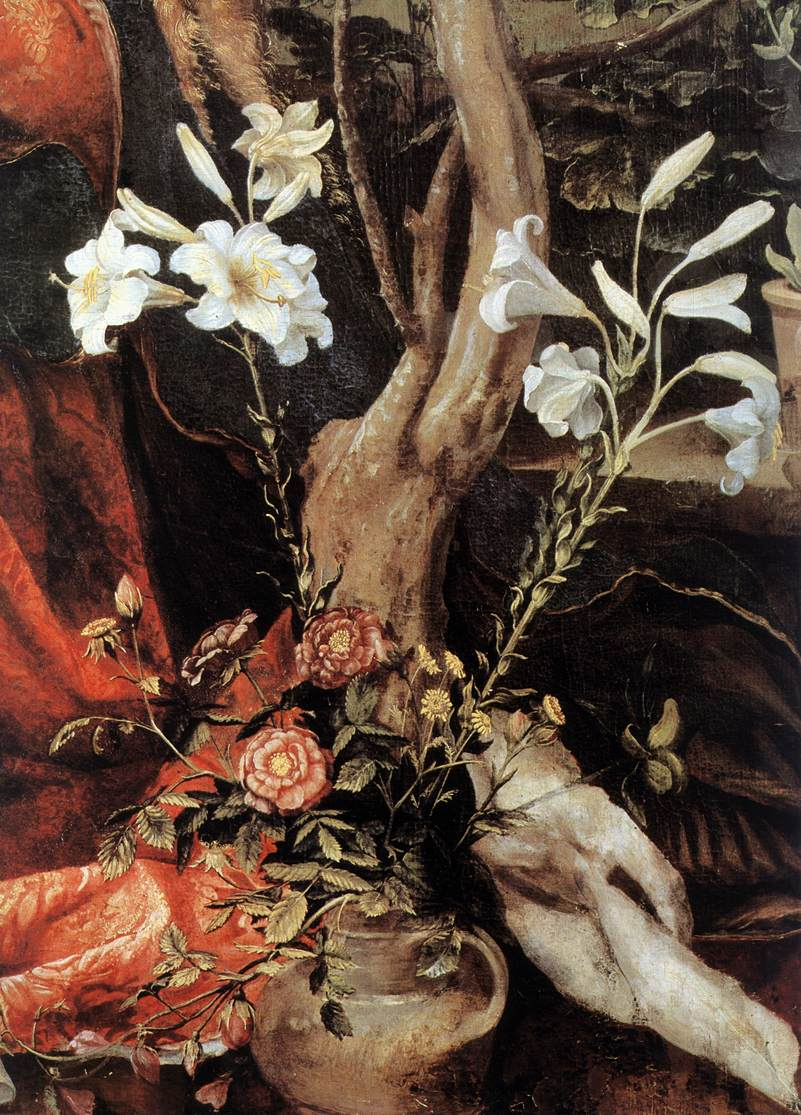
Détail des lys et des roses

Le symbolisme des plantes à l'intérieur de la « fontaine scellée » renvoie également aux attributs et fonctions de la Vierge.
Le pot à anse au pied de l'olivier présente par exemple trois branches de lys, dont la blancheur virginale se détache nettement sur le bleu du manteau royal, alors que les roses sans épines rappellent le fait que la Vierge n'a pas été atteinte par le Péché originel. Le figuier entrelacé dans l'espalier, considéré comme l'Arbre de la Paix (plus que comme une allusion au Péché originel, ou à la parabole du figuier stérile de l'Évangile), ou encore l'olivier pourraient être deux autres symboles mariaux.
Les propriétés médicinales de certaines plantes décrites dans les traités médiévaux rappellent en outre l'action guérisseuse de la Vierge sur le fidèle empli de foi. Ainsi la camomille, en raison de ses vertus émollientes, évoquerait la douceur de Marie. Quant à la coquelourde en pot, à droite du tableau, elle appartient à la famille des œillets, surnommés dans les codices italiens, « oculus Christi » ou « œil du Christ », et dont les propriétés curatives étaient utilisées dans les cas d'ulcères cornéens. En ce sens, les perles et coraux, du bracelet au poignet de l'Enfant comme du rosaire dans la coupe à gauche, serviraient également à repousser le Malin.
Berta Reichenauer interprète la présence de l'olivier, par sa forme en rien comparable à un arbre naturel, et présentant en même temps de feuilles, des fleurs et des fruits — ce qui est exceptionnel pour un arbre des régions tempérées d'Europe — comme une allusion aux vertus guérisseuses de la Vierge, célébrées notamment dans l'hymne de la Croix du Vendredi saint : « Crux fidelis, inter omnes arbor una nobilis : / Nulla silva talem profert, fronde, flore, germine. » (« Croix fidèle, arbre unique et noble entre tous, / Aucune forêt n'en a produit de semblable, en feuille, fleur ou fruit. »

#### Marie comme mère et épouse de l'église, et reine des Cieux
Si le tableau met en évidence la relation maternelle entre Marie et l'Enfant Jésus, c'est surtout en tant que mère de l'Église et épouse de Dieu qu'elle se présente aux fidèles. L’exégèse biblique voyait en effet dans les époux du Cantique des cantiques l'allégorie de la relation entre le Christ et l'Église, mais aussi entre le Christ et Marie, considérée comme la fiancée de l'Église (« sponsa ecclesia »), ce que confirme l'anneau bien visible passé à l'annulaire de la main gauche de la Vierge. Pour Berta Reichenauer,

« Grünewald devait représenter sur son tableau l'Église et sa mission divine. De même que l'homme est le jouet de Dieu, la création résultant du jeu divin, de même l'Église est le partenaire de jeu du Très-Haut. Marie est la Mère de l'Église, d'après le Cantique des Cantiques, l'épouse du Seigneur. Son jeu est celui d'une épouse, comme le comprenaient les mystiques. »

De fait, la composition du tableau établit une équivalence visuelle entre la Vierge au premier plan et l'église figurée derrière elle à droite, suivant en cela la diagonale directrice et l'écho de couleurs entre le rouge de la robe de brocart et la pierre rose de la façade. D'autre part, la Vierge sépare, mais relie également grâce à l'arc-en-ciel qui la nimbe, les deux parties de l'arrière-plan, l'église et la ville, pour indiquer aux fidèles le chemin à suivre, de la maison de Dieu à la vie civile.
Le tableau annonce en outre le couronnement de la Vierge en tant que Reine des Cieux. Si le dessin préparatoire la présentait en Vierge couronnée, elle est ici montrée en Vierge de l'humilité, les cheveux dénoués, sur un simple banc de pierre, et l'auréole sainte s'efface au profit d'un arc-en-ciel naturaliste. Son statut de Reine lui est donc donné par Jésus, qui lui envoie du ciel une couronne portée par deux anges — la couleur jaune figurant la lumière au-dessus de sa tête faisant également écho au halo divin du ciel.

#### Les ruches et l'arc-en-ciel et la référence à Brigitte de Suède
À la suite notamment de Heinrich Feurstein, les Révélations de la mystique du XIVe siècle Brigitte de Suède, republiées en 1502 à Nuremberg, ont été tenues comme une source iconographique essentielle pour éclairer la valeur symbolique de plusieurs éléments, non seulement de la Madone de Suppach, mais aussi, avant elle, de la Nativité du Retable d'Issenheim. Cette source a l'avantage de rattacher la représentation mariale de Grünewald à la légende de la Vierge des Neiges, et de confirmer ainsi l'hypothèse faisant du tableau le panneau central du triptyque achevé en 1519, dans la mesure où Brigitte de Suède y relate une apparition de la Vierge qu'elle aurait eu en l'église Santa Maria Maggiore à Rome. Marie déplore l'état de l'Église par la métaphore architecturale d'une église menacée de ruine : « Je lui fais connaître que, du côté droit de l’Église, le fondement est grandement ruiné, de sorte que la voûte menace de si grandes ruines périlleuses que plusieurs y perdront leur vie. La plus grande partie des colonnes qui tendaient en haut, sont maintenant toutes courbées en bas jusqu'à terre. » Or, force est de constater que l'église représentée par Grünewald sur la Madone de Stuppach ne présente aucun de ces signes d'effondrement. Certes, l'état de la chrétienté à la veille de la Réforme au début du XVIe siècle peut être mis en lien avec la décadence dénoncée par la mystique suédoise qui a vécu de 1303 à 1373, mais cette interprétation reste fragile, et suppose à Grünewald des intentions que rien ne permet véritablement de confirmer. Il faut donc se satisfaire, pour accepter la référence aux Révélations, d'une source ne rendant compte que du sens de motifs ponctuels, considérés indépendamment de leur contexte.
Outre les lys et les roses, Brigitte de Suède évoque les ruches et l'arc-en-ciel. Les ruches tout d'abord deviennent, dans la bouche du Christ, la métaphore de l'Église, qui cherche à y faire entrer les païens pour les convertir, alors que l'arc-en-ciel figure la Vierge elle-même qui se tient au-dessus des nuages, et qui, s'inclinant comme celui-ci vers les habitants de la terre, touche par ses prières les bons comme les mauvais.
D'autres sources médiévales ont été proposées pour expliquer le sens de ces motifs récurrents de la peinture du gothique déclinant. Bernhard Saran par exemple note que les abeilles sont, dans un dialogue d'Ulrich von Hutten (Zweiten Dialog mit dem Fieber), l'image de l'activité ecclésiastique. Et l'arc-en-ciel est, dès la Genèse, le signe, après le Déluge, de l'alliance de Dieu renouvelée par Jésus-Christ. Un contemporain de Grünewald familier de ce symbolisme chrétien lisait donc dans ce tableau l'idée selon laquelle le Salut ne pouvait se trouver que pour le fidèle appartenant à l'Église dirigée par Marie — de même que seuls ceux qui ont trouvé le salut après le Déluge se trouvaient sur l'Arche.

### L'importance de la présence christique
Le tableau cependant ne recèle pas exclusivement une symbolique mariale, dans la mesure où la composition insiste également sur la présence et le rôle du Christ.
Le premier plan, tout d'abord, évoque la proximité entre la Mère et l'Enfant sur ses genoux, par le contact physique ainsi que par l'échange des regards et des sourires, que souligne l'oblique tombant du toit de l'église, qui passe par la ligne des regards, et se prolonge en bas à gauche par le bord de la robe de brocart. L'échange du fruit, grenade ou figue, pourrait ainsi évoquer le rachat du péché d'Ève par la Vierge, et justifier, non seulement la nudité de l'Enfant Jésus, nouvel Adam comme Marie est la nouvelle Ève, mais aussi la présence de l'olivier et du figuier, renouvelant l'Arbre de vie du Paradis terrestre.
À côté de l'innocence et de la bienveillance de cette relation maternelle, le tableau présente également plusieurs allusions à la Crucifixion et au futur martyr du Christ. Ainsi, à gauche, les perles de corail rouge du rosaire dans le bol de porcelaine blanche, de même que le pichet noir, évoqueraient le sang du Christ, et les deux clôtures de la prairie, sur l'espalier du figuier et la porte derrière les ruches, présentent chacune une croix préfigurant la Passion, de même que le voile translucide sur les genoux de la Vierge, allusion probable à la relique sacrée de la basilique Santa Maria Maggiore.
D'autre part, avant la restauration de 1926-1931, le Christ se retrouvait dans le ciel, en gloire, muni des attributs du juge du Jugement dernier, un orbe dans la main gauche, et dans la main droite un sceptre en forme de croix. Or, la pointe du sceptre du Christ désigne précisément la statue de la Vierge sur la façade de l'église à droite, de même que l'index de la main gauche de l'Enfant Jésus — qui peut aussi pointer l'olivier. Et la statue du Jugement de Salomon entre les deux portails, qui surplombe celle de la Vierge, préfigurait traditionnellement le Juge du Jugement dernier.
Le Christ serait donc à la fois le Rédempteur et le juge du Jugement dernier, et Marie, en tant que mère, épouse et reine des Cieux, celle qui jouerait auprès des fidèles le rôle de guérisseur, de médiateur et d'intercesseur, et dont le culte permettrait de racheter les âmes pour le salut éternel.

## Copie de laMadone
De 1942 à 1947, le peintre Christian Schad, un des principaux représentants du mouvement de la « Nouvelle Objectivité », mais aussi reconnu pour sa connaissance et sa maîtrise de la technique des maîtres anciens, a copié, pour le compte de la ville d'Aschaffenbourg, la Madone de Grünewald. Cette copie est désormais en dépôt permanent à la Collégiale Saint-Pierre et Saint-Alexandre d'Aschaffenbourg, où elle remplace l'original.